# Nordmannsjøkelen
Nordmannsjøkelen (nordsamisk: Dáččavuonjiehkki) er en gletsjer på øen Seiland i Hammerfest og Alta kommuner i Troms og Finnmark fylke i Norge. Den er ca. 2-3 km² og højeste punkt er omkring 1040 meter over havet.  
Bræen har mindsket stærkt de senere år og er nu opdelt i flere mindre dele. Mellem disse ligger Seilandstuva, som er Seilands og Hammerfests højeste fjeld på 1.078 meter over havet.  Nordmannsjøkelen ligger i Seiland nationalpark der blev oprettet i 2006.